# Jean Anouilh
Jean Marie Lucien Pierre Anouilh (n. 23 iunie 1910, Bordeaux - d. 3 octombrie 1987, Lausanne) a fost un dramaturg francez.
A studiat dreptul.

## Opera
- 1932: L'Hermine
- 1933: Mandarine
- 1935: Y avait un prisonnier
- 1937: Călătorul fără bagaje ("Le voyageur sans bagage")
- 1938: Sălbatica ('"La sauvage")
- 1938: Balul hoților ("Le Bal des Voleurs")
- 1940: Léocadia
- 1941: Eurydice
- 1941: Întâlnirea de la Senlis ("Le rendez-vous de Senlis")
- 1942: Antigona ("Antigone")
- 1946: Roméo și Jeannette ("Roméo et Jeannette")
- 1946: Medeea ("Médée")
- 1947: Invitație la castel ("L'Invitation au Château")
- 1948: Ardèle sau Marguerite ("Ardèle ou la Marguerite")
- 1950: Repetiția sau amorul pedepsit ("La répétition ou l'amour puni")
- 1951: Domnișoara Colombe ("Mademoiselle Colombe")
- 1952: Valsul toreadorilor ("La valse des toréadors")
- 1952: Ciocârlia ("L'Alouette")
- 1954: Cecilia sau școala taților ("Cecile, ou L'ecole des  pères")
- 1955: Ornifle sau curentul de aer ("Ornifle ou le courant d'air")
- 1956: "Pauvre Bitos ou le dîner de têtes"
- 1959: "L'hurluberlu ou le réactionnaire amoureux"
- 1959: Micuța Molière ("La petite Molière")
- 1959: Becket sau onoarea lui Dumnezeu ("Becket ou l'honneur de Dieu")
- 1961: Peștera ("La Grotte")
- 1968: "Le boulanger, la boulangère et le petit mitron"
- 1969: Dragul Antoine sau amorul eșuat ("Cher Antoine; ou l'amour raté")
- 1970: "Les poissons rouges; ou Mon père, ce héros"
- 1972: Erai așa de drăguț când erai mic ("Tu étais si gentil quand tu étais petit")
- 1974: ("Monsieur Barnett")
- 1975: Arestarea ("L'Arrestation")
- 1976: "Chers zoizeaux"
- 1978: Trăiască Henric al IV-lea! ("Vive Henri IV")
- 1978: "La Culotte"
- 1978: "La Foire d'empoigne"
- 1981: Egoistul ("Le Nombril")

## Cinema
- 1944: Călătorul fără bagaje (Le Voyageur sans bagage), regia Jean Anouilh (scenarul și dialogurile cu Jean Aurenche)
- 1951: De doi bani violete (Deux sous de violettes), regia Jean Anouilh (adaptare și dialoguri cu Monelle Valentin)

## Vezi și
- Listă de dramaturgi francezi
- Listă de piese de teatru franceze